# Нагато (линейный корабль)
Нагато (яп. 長門) — линкор японского императорского флота. Головной корабль одноимённого типа. Линкор был назван в честь одноимённой провинции на острове Хонсю. Стал первым в мире линейным кораблём, вооружённым 410-мм орудиями главного калибра. На момент ввода в строй был сильнейшим линейным кораблём в мире. Потоплен в 1946 году у атолла Бикини в ходе испытаний атомных бомб в рамках операции «Перекрёсток».

## Служба в довоенный период

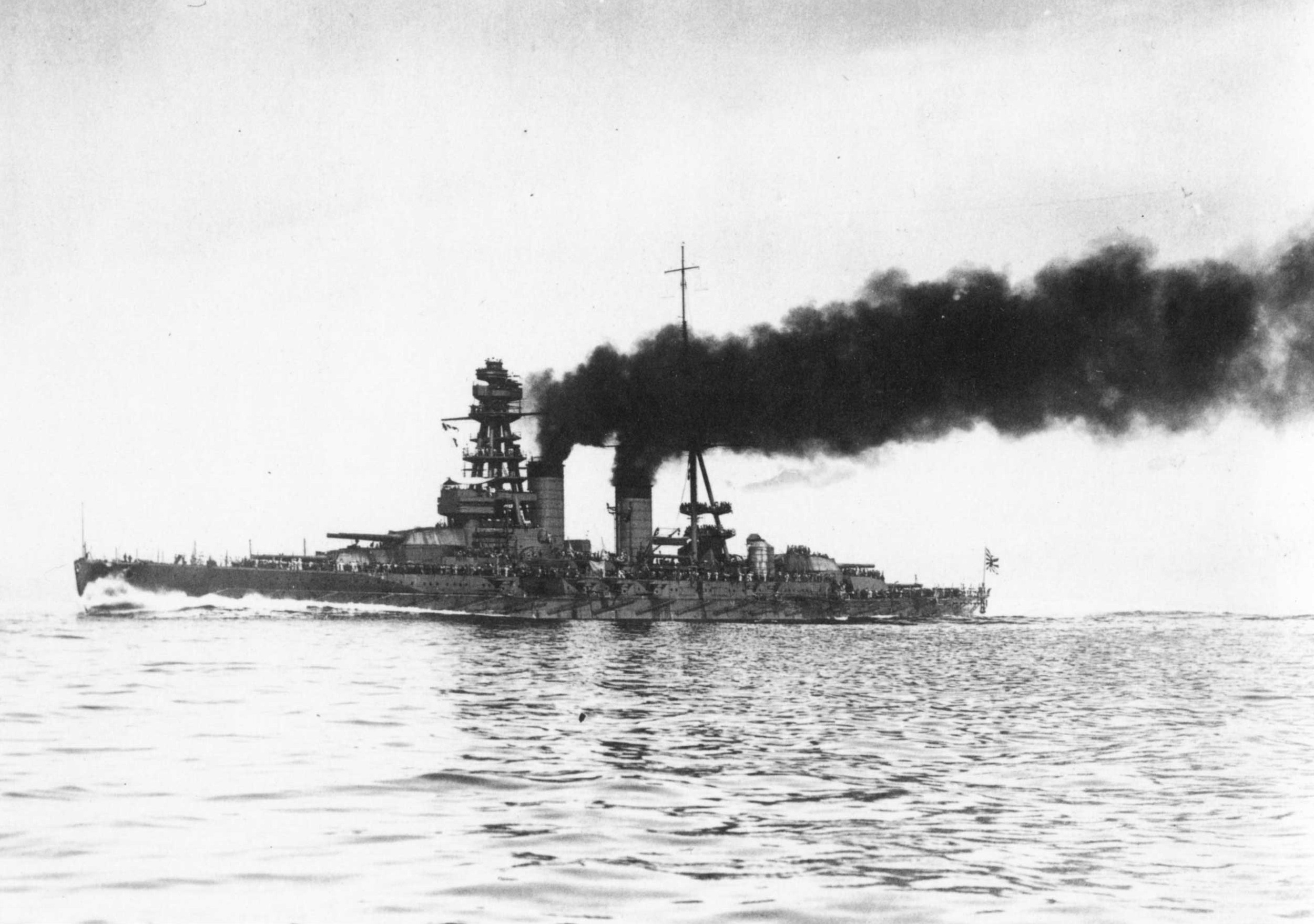
«Нагато» во время ходовых испытаний, 1920

Линкор «Нагато» был заложен 28 августа 1917 года на верфи военно-морского арсенала Куре в качестве ведущего корабля своего класса. Во время строительства корабль имел обозначение «Сэнкан 5». «Нагато» был спущен на воду 9 ноября 1919 года, в церемонии спуска линкора на воду принимали личное участие морской министр Японии вице-адмирал Като Томосабуро и член императорской фамилии вице-адмирал принц Фусими Хироясу. Новый линкор приписан к военно-морской базе в Йокосуке. На время испытаний командование судном в качестве главного специалиста поручено капитану I ранга Иида Нобутаро, участнику Цусимского сражения, командовавшего до этого назначения броненосцем «Сикисима». 6 октября 1920 года во время ходовых испытаний в бухте Сукумо корабль бьёт мировой рекорд скорости для линкоров, показав результат хода в 26,443 узла (48,9 км/ч), а 23 ноября бьёт собственный рекорд установив скоростной предел в 26,7 узлов (49,45 км/ч). После окончания испытательных стрельб, линкор был введён в состав японского флота 25 ноября 1920 года, капитан Иида официально вступил в должность командира корабля. 1 декабря 1920 года «Нагато» вошёл в 1-ю дивизию линейных кораблей в качестве флагманского корабля контр-адмирала Тотинай Содзиро. На тот момент это первый корабль в мире, оснащённый 16, 1 дюймовыми (410-мм) орудиями. 13 февраля 1921 года судно посетил наследник престола принц Хирохито. 1 декабря 1921 года капитан Иида был возведён в звание контр-адмирала и переведён на работу в Генеральный штаб, а на посту командира «Нагато» его сменил капитан I ранга Кабаяма Канари. Первые четыре года линкор проводил боевую подготовку и участвовал в учениях флота. 7 сентября 1924 года во время учебных стрельб потопил корабль-мишень «Сацума».

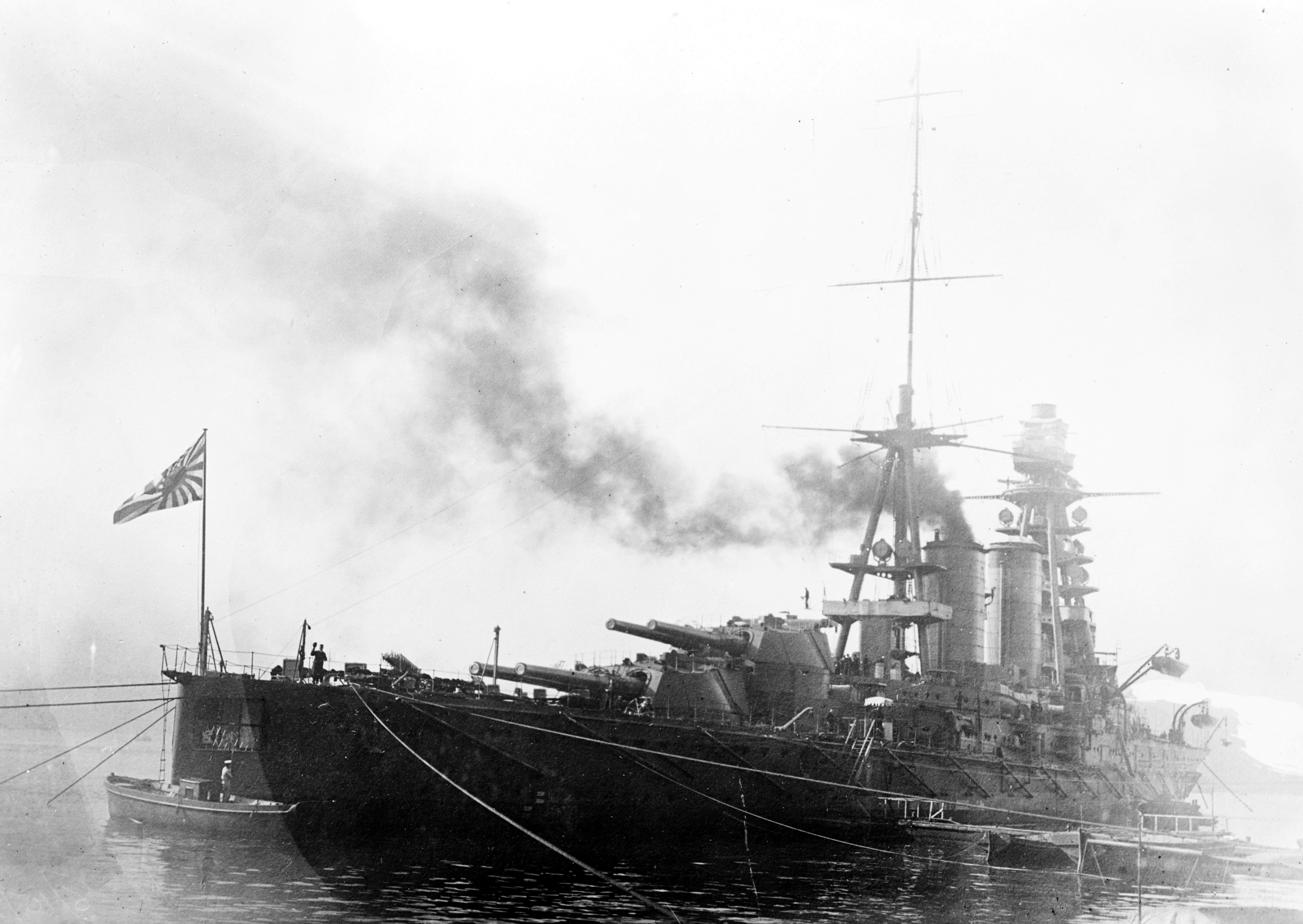
Линейный корабль «Нагато» до модернизации

С 1 декабря 1924 года выведен в резерв. Год на линкоре проводились работы по модернизации, после чего корабль вернулся в действующий флот.
С осени 1931 года на линкоре проходили работы по усилению зенитного вооружения. Войдя в состав флота, линкор проходил боевую подготовку. Участвовал в учениях в составе соединения.
С 1 апреля 1934 года на Военно-морской верфи в Куре началась глубокая модернизация корабля, которая длилась до 5 ноября 1935 года. Основными направлениями работ были — замена зенитного вооружения, усиление бронирования, установка новой системы управления огнём.
20 августа 1937 линкор перевёз в Китай 2000 солдат. «Нагато» участвовал в Шанхайском сражении. По возвращении в Японские воды принял участие в больших учениях Императорского флота.
1 сентября 1939 года линкор «Нагато» назначен флагманом Объединённого японского флота. Весь следующий 1940 год проходили масштабные манёвры и учения японского флота. Проводилась боевая подготовка и учебные стрельбы. Линкор участвовал в грандиозном военно-морском параде, прошедшем в Иокогамской бухте.
Осенью 1941 года была объявлена мобилизация всех сил японского флота, завершившаяся к 9 октября. 17-18 ноября 1941 года «Нагато» совершил переход на Саэки, для соединения с авианосцем «Акаги». На борту авианосца адмирал Ямамото уточнил последние детали нападения на Пёрл-Харбор, после этого линкор вернулся в базу. Японские авианосцы, соединившись, отплыли по направлению к Пёрл-Харбору.

## Служба в ходе Второй мировой войны
2 декабря 1941 года радиостанция линкора «Нагато» передала силам адмирала Нагумо кодовое сообщение, разрешающее нанесение удара по Пёрл-Харбору. 7 декабря 1941 года японская палубная авиация разгромила линейные силы ВМС США на военно-морской базе в Пёрл-Харбор.
С 7 по 13 декабря «Нагато» участвовал в рейде к островам Бонин.
12 февраля 1942 года «Нагато» уступил роль флагмана новейшему линкору «Ямато». Весной 1942 года на верфи в Куре «Нагато» прошёл текущий ремонт. С мая продолжилась боевая подготовка и стрельбы. 29 мая, после пополнения боезапаса, линкор вышел в боевой поход. В сражении 4 июня линкор не участвовал. После сражения 6 июня принял экипаж с авианосца «Кага». 14 июня соединение вернулось в Японию.
12 июля 1942 года линкор «Нагато» вошёл во 2-ю дивизию линейных кораблей Японского Императорского флота. До конца 1942 года линкор выполнял функции учебного корабля, занимаясь боевой подготовкой.

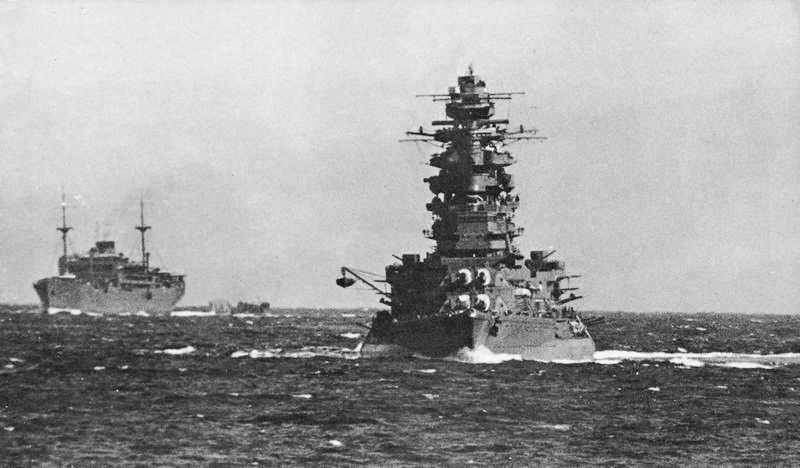
«Нагато» в море 1941 г.

С 25 января по 2 февраля 1943 года на «Нагато» проводился ремонт котлов. С 31 мая по 6 июня прошёл модернизацию, в процессе которой были установлены четыре 25-мм зенитных орудия и РЛС тип-21. 8 июня вернулся в место базирования.
с 25 по 27 июня проходили учения по буксировке линкора. 23 августа линкор в составе соединения прибыл в район Соломоновых островов на остров Трук. 19 октября линкор перевели на остров Брауна. 23 октября «Нагато» в составе японского флота вышел на перехват авианосного соединения США TF-14, но противника не обнаружили. 26 октября корабли вернулись на Трук.
После налёта авиации США 1 февраля 1944 года линкор в составе соединения совершил переход в Палау, а 17 февраля отправился в Сингапур. 30 марта в доке Сингапура «Нагато» прошёл текущий ремонт. Линкор участвовал в крупных учениях и боевой подготовке.

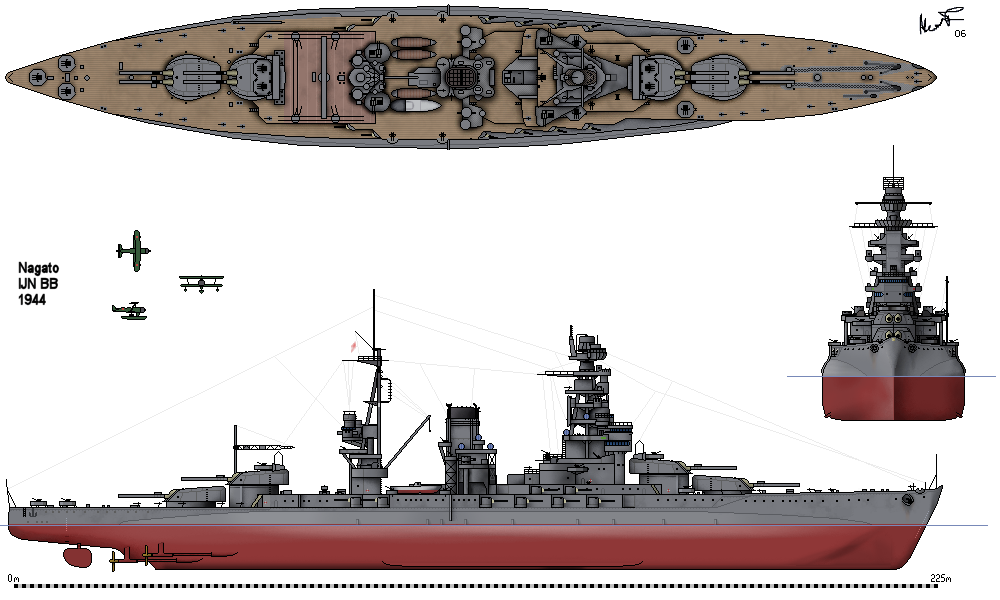
Линейный корабль «Нагато» в 1944 году

С 11 по 15 мая линкор перешёл в район Борнео на военную базу Тави-Тави.
11 июня линкор в составе соединения «В» вышел к Филиппинам. 19 июня с неудачного налёта японской палубной авиации на Гуам началось Первое сражение в Филиппинском море. Во время налёта палубной авиации США «Нагато» сбил два атакующих самолёта противника. В операции «А-ГО» японцы потеряли 3 авианосца, 2 танкера, несколько боевых кораблей были сильно повреждены. После поражения в битве соединение перешло на Окинаву. 24 июня линкор вернулся в Японию.
С 27 июня по 7 июля корабль прошёл довооружение: были установлены 96 25-мм автоматов и 4 РЛС.
9 июля «Нагато» в составе группы «В» прибыл на Окинаву, перевезя пехотный полк. 14 июля прибыл в Манилу. До
10 октября линкор курсировал между Линнга и Сингапуром, перевозя личный состав и различные грузы.
20 октября для пополнения запасов «Нагато» прибыл в Бруней.
22 октября соединение адмирала Куриты Такэо, куда вошёл и «Нагато», отправилось к Филиппинам для участия в операции "Сё" (яп. 捷号作戦, "Победа").
24 октября во время налёта палубной авиации США в линкор попало 2 авиабомбы.
Первая бомба повредила воздухопроводы, вследствие чего скорость корабля упала до 24 узлов. Вторая бомба разрушила радиорубку. На «Нагато» погибло 54 человека, 106 были ранены. Корабли прошли пролив Сан-Бернардино и атаковали американское авианосное соединение.
«Нагато» своим огнём серьёзно повредил авианосец «Сент Ло» (CVE-63), который вскоре был добит камикадзе. Во время очередного налёта в «Нагато» попали 2 бомбы.
28 октября линкор вернулся в Бруней. 16 ноября «Нагато» и другие корабли в порту Брунея были атакованы американской авиацией.
С 17 ноября соединение линейных кораблей совершало переход в японские воды, прибыв в Йокосуку 24 (25) ноября.
До 10 февраля 1944 года на «Нагато» проводился ремонт и замена вооружения, после чего его использовали для береговой обороны. 20 апреля корабль был выведен в резерв.
С 1 июня 1945 года линкор входил в состав флота береговой обороны.
Во время налёта палубной авиации США 18 июля линкор получил попадания тремя 227-килограммовыми авиабомбами и одно попадание НУРС с самолетов «Эвенджер». Корабль получил многочисленные повреждения, погибло 33 матроса и командир корабля контр-адмирал Оцука Мики.
Император Японии 15 августа 1945 года объявил о капитуляции. 29 августа в территориальные воды Японии вошли американские боевые корабли.
15 сентября 1945 года линкор «Нагато» был выведен из состава флота.

## Испытания на атолле Бикини
После капитуляции Японии «Нагато» отошёл к США. Было решено использовать корабль в испытаниях ядерного оружия.

Взрыв «Бэйкер» 25 июля 1946 года

С 18 марта по 4 апреля 1946 года линкор совершил переход на атолл Эниветок. Придя на атолл Бикини, «Нагато» участвовал в испытаниях «Эйбл» и «Бэйкер». Первый атмосферный взрыв корабль перенёс без значительных повреждений. Единственным большим кораблём внутри 1000-ярдового радиуса, который получил средние, а не тяжёлые повреждения был крепко построенный японский линкор Нагато, корабль № 7, который находился кормой ко взрыву, что также дало некоторую защиту. Кроме того, неотремонтированные повреждения со времени Второй мировой войны могли усложнить анализ повреждений. Как корабль, с которого руководили атакой на Пёрл-Харбор, Нагато был расположен близко к целевой точке для гарантии затопления. Так как бомба Эйбл прошла мимо намеченной цели, это символическое затопление было перенесено на три недели позже, на испытание Бэйкер.
25 июля был произведён подводный взрыв, линкор, находившийся в 650 м от места взрыва, получил серьёзные повреждения. Подводная часть корпуса была разорвана, и через пробоины начала поступать вода.
Из-за отсутствия команды на борту борьба за живучесть корабля не велась. 29 июля 1946 года линкор затонул. В связи с тем, что согласно плану испытаний, приближённых к боевым, требовалось задействовать корабли в состоянии боевой готовности, они находились в зоне поражения с запасом горючего и боеприпасами. В 2019 году были проведены исследования последствий испытания, в ходе которых установлено, что с «Нагато» и других кораблей в море продолжает поступать остатки топлива, распространившиеся на много миль в окружности.

## Галерея

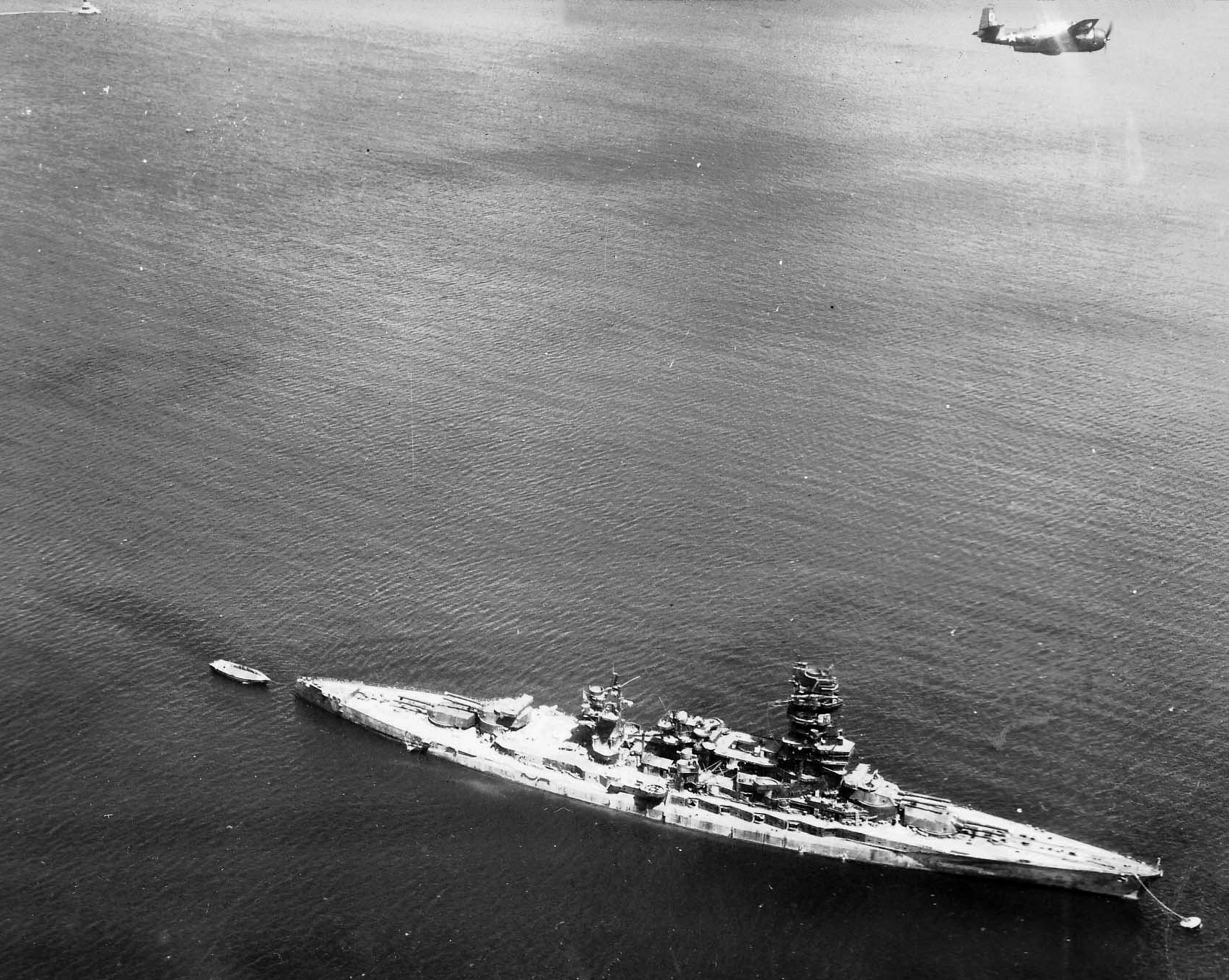
«Нагато» в Йокосуке

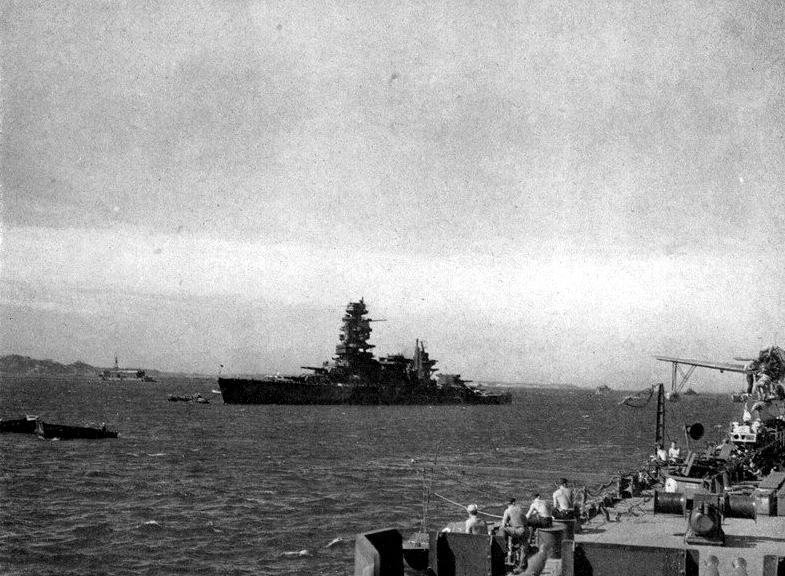
«Нагато» в 1945 году (снимок сделан с линкора USS Massachusetts (BB-59)

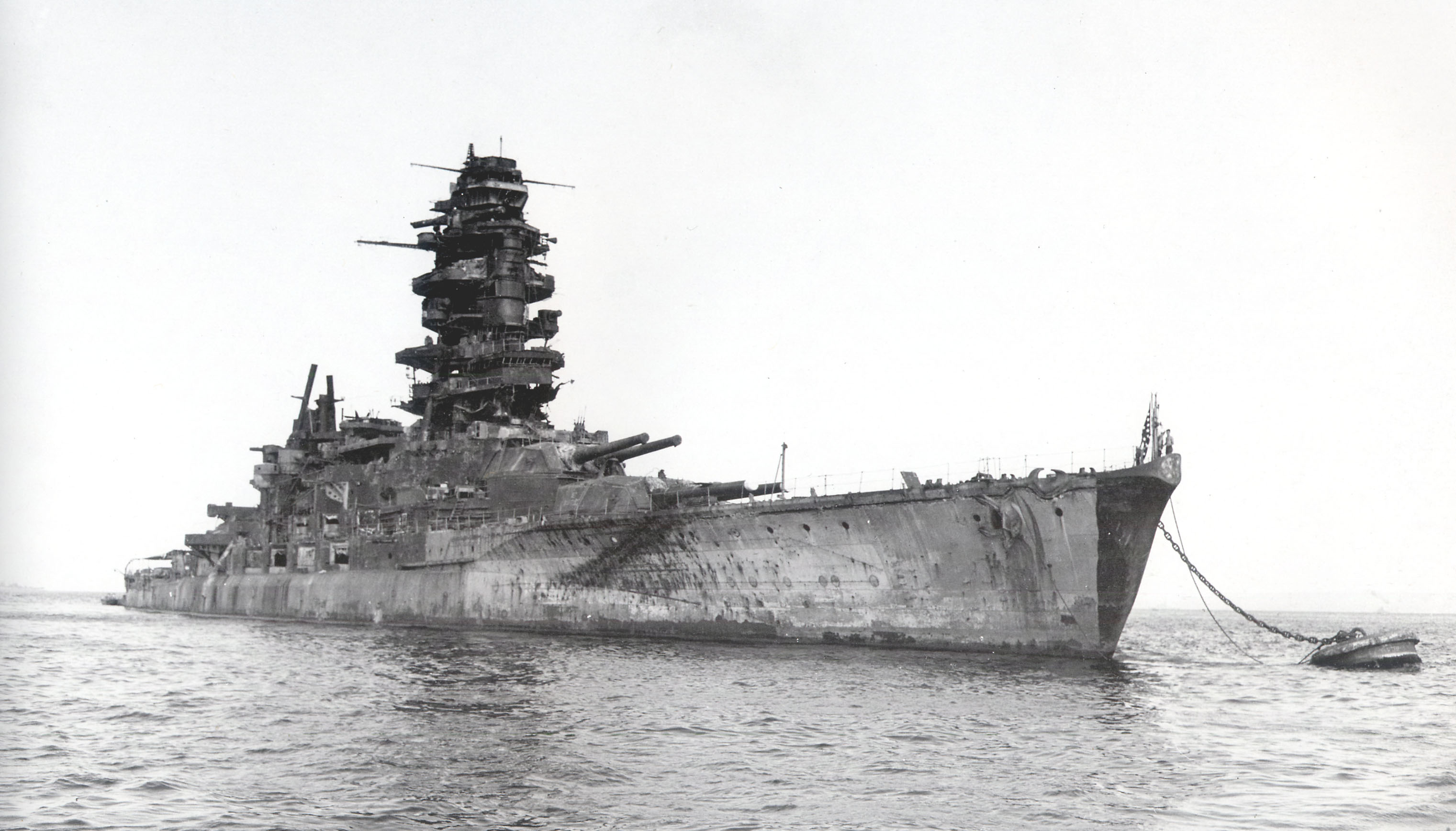
Линейный корабль «Нагато» в 1946 году

## Командиры линкора
- 20 ноября 1919 — 1 декабря 1921 капитан I ранга (позже вице-адмирал) Иида Нобутаро (яп. 飯田延太郎);
- 1 декабря 1921 — 10 ноября 1922 капитан I ранга (позже вице-адмирал) Кабаяма Канари (яп. 樺山可也);
- 10 ноября 1922 — 1 декабря 1923 капитан I ранга (позже контр-адмирал) Такахаси Сэцуо (яп. 高橋節雄);
- 1 декабря 1923 — 1 декабря 1924 капитан I ранга (позже вице-адмирал) Сакондзи Сэйдзо (яп. 左近司政三);
- 1 декабря 1924 — 22 августа 1925 капитан I ранга (позже контр-адмирал) Сусуму Накадзима (яп. 中島晋);
- 22 августа 1925 — 1 декабря 1926 капитан I ранга (позже контр-адмирал) Осоэгава Масахару (яп. 小副川敬治);
- 1 декабря 1926 — 1 декабря 1927 капитан I ранга (позже адмирал) Хасэгава Киёси (яп. 長谷川清);
- 1 декабря 1927 — 10 декабря 1928 капитан I ранга (позже вице-адмирал) Мацусита Каору (яп. 松下薫);
- 10 декабря 1928 — 30 ноября 1929 капитан I ранга (позже вице-адмирал) Иноуэ Цугимацу (яп. 井上継松);
- 30 ноября 1929 — 1 декабря 1930 капитан I ранга (позже вице-адмирал) Хамада Ёсидзиро (яп. 浜田吉治郎);
- 1 декабря 1930 — 10 октября 1931 капитан I ранга (позже вице-адмирал) Накамура Камэсабуро (яп. 中村 亀三郎);
- 10 октября — 1 декабря 1931 капитан I ранга (позже вице-адмирал) Хара Кэйтаро (яп. 原敬太郎);
- 1 декабря 1931 — 4 марта 1932 капитан I ранга (позже вице-адмирал) Сугисака Тёдзиро (яп. 杉坂悌二郎);
- 4 марта — 1 декабря 1932 капитан I ранга (позже контр-адмирал) Сонода Минору (яп. 園田 実);
- 1 декабря 1932 — 15 ноября 1933 капитан I ранга (позже контр-адмирал) Уно Сэкидзо (яп. 宇野積蔵);
- 15 ноября 1933 — 15 ноября 1934 капитан I ранга (позже контр-адмирал) Сада Кэнъити (яп. 佐田健);
- 15 ноября 1934 — 15 июля 1935 капитан I ранга (позже контр-адмирал) Юкико Кацуми (яп. 雪下勝美);
- 15 июля 1935 — 1 декабря 1936 капитан I ранга (позже контр-адмирал) Сайто Дзиро (яп. 斎藤二朗);
- 1 декабря 1936 — 1 декабря 1937 капитан I ранга (позже вице-адмирал) Самэдзима Томоэ (яп. 鮫島具重);
- 1 декабря 1937 — 15 сентября 1938 капитан I ранга (позже вице-адмирал) Накадзима Торахико (яп. 中島寅彦);
- 15 сентября — 15 декабря 1938 капитан I ранга (позже вице-адмирал) Какута Какудзи (яп. 角田覚治);
- 15 декабря 1938 — 15 ноября 1939 капитан I ранга (позже вице-адмирал) Фукудомэ Сигэру (яп. 福留繁);
- 15 ноября 1939 — 15 октября 1940 капитан I ранга (позже вице-адмирал) Токунага Сакаэ (яп. 徳永栄);
- 15 октября 1940 — 11 августа 1941 капитан I ранга (позже вице-адмирал) Ониси Синдзо (яп. 大西新蔵);
- 11 августа 1941 — 10 ноября 1942 капитан I ранга (позже посмертно вице-адмирал) Яно Хидэо (яп. 矢野英雄);
- 10 ноября 1942 — 2 августа 1943 капитан I ранга Хисамунэ Ёнэдзиро (яп. 久宗米次郎);
- 2 августа — 25 декабря 1943 капитан I ранга (позже посмертно вице-адмирал) Хаякава Микио (яп. 早川幹夫);
- 25 декабря 1943 — 20 декабря 1944 капитан I ранга (позже контр-адмирал) Кобэ Юдзи (яп. 兄部勇次);
- 20 декабря 1944 — 27 апреля 1945 капитан I ранга Сибуя Кийомэ (яп. 渋谷清見);
- 27 апреля — 24 июля 1945 контр-адмирал Оцука Мики (яп. 大塚幹);
- 24 июля — 20 августа 1945 врио контр-адмирал Икэути Масамити (яп. 池内正道 );
- 24 июля — 15 сентября 1945 капитан I ранга Сугино Суити (яп. 杉野修);
- 18 марта — 4 апреля 1946 капитан ВМС США У. Д. Уиппл (англ. WJ Whipple).

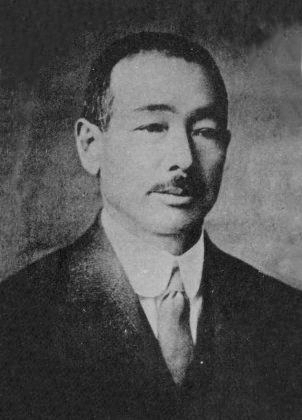
Кабаяма Канари ком. 1921 — 1922
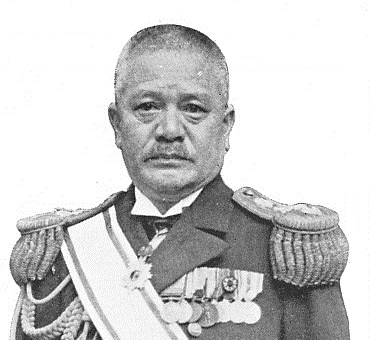
Сакондзи Сэйдзо ком. 1923 — 1924
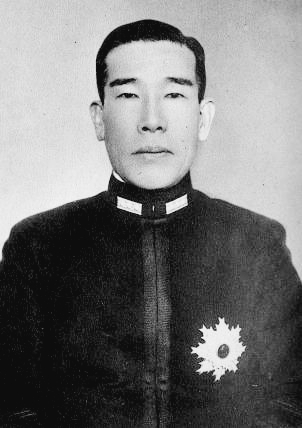
Хасэгава Киёси ком. 1926 — 1927
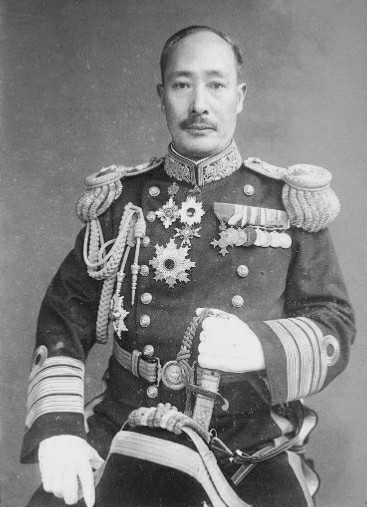
Накамура Камэсабуро ком. 1930 — 1931
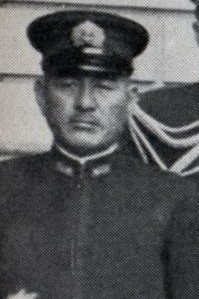
Сугисака Тёдзиро ком. 1931 — 1932
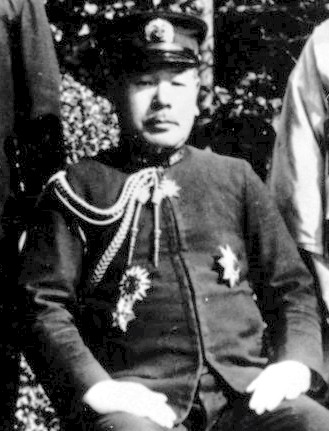
Фукудомэ Сигэру ком. 1938 — 1939
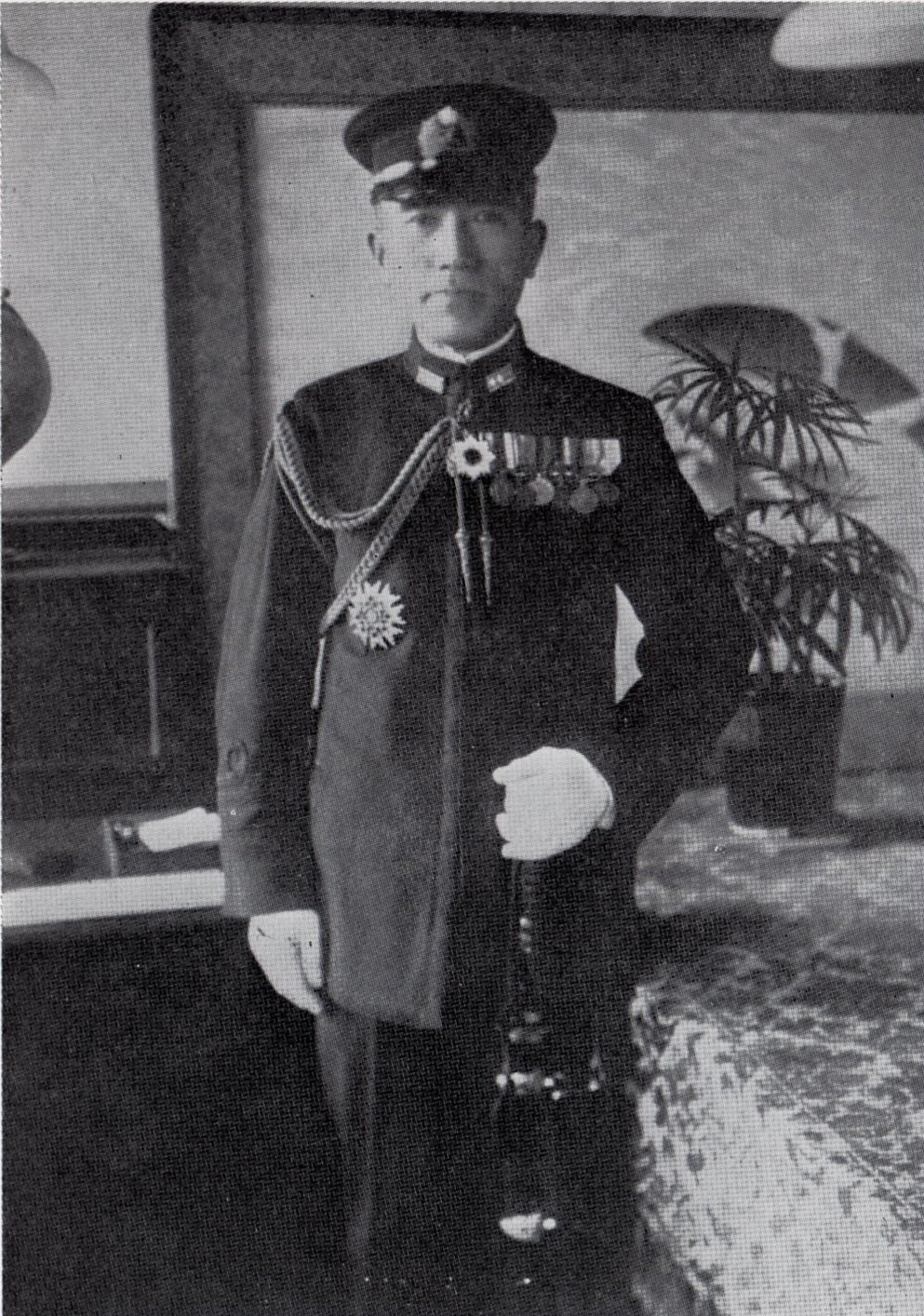
Ониси Синдзо ком. 1940 — 1941